# Strelkinita
La strelkinita és un mineral que pertany al grup de la carnotita. Va ser anomenada en honor de Mikhail Fedorovich Strelkin, mineralogista rus especialitzat en menes d'urani.

## Característiques
La strelkinita és un vanadat d'uranil de fórmula química Na₂(UO₂)₂(VO₄)₂·6H₂O. Cristal·litza en el sistema ortoròmbic. La seva duresa a l'escala de Mohs és de 2 a 2,5. Emet fluorescència de color verdós (semblant al color del tabac) quan s'irradia amb llum ultraviolada.
L'exemplar que va servir per a determinar l'espècie, el que es coneix com a material tipus, es troba conservat al Museu Mineralògic Fersmann, Acadèmia de Ciències de Rússia, a Moscou (Rússia).

## Formació i jaciments
La strelkinita es troba al llarg de juntes d'unió i fractures d'esquists carbònics-silícics. Va ser descoberta a partir d'exemplars trobats al Kazakhstan. També s'ha trobat a Alemanya, Austràlia, els Estats Units, Jordània, el Kirguizstan i Palestina. Als territoris de parla catalana ha estat descrita a la mina Eureka (La Torre de Cabdella, Pallars Jussà).